# Commelina agrostophylla
Commelina agrostophylla là một loài thực vật có hoa trong họ Commelinaceae. Loài này được F.Muell. mô tả khoa học đầu tiên năm 1872.